# Parque Nacional do Superagui
Parque Nacional do Superagui är en nationalpark i Brasilien.   Den ligger i delstaten Paraná, i den södra delen av landet, 1 100 km söder om huvudstaden Brasília. Parque Nacional do Superagui ligger 10 meter över havet.
Terrängen runt Parque Nacional do Superagui är platt. Havet är nära Parque Nacional do Superagui åt sydost. Trakten är glest befolkad. 